# San Juan de Río Coco
San Juan del Río Coco es un municipio del departamento de Madriz en la República de Nicaragua.

## Geografía
El término municipal limita al norte con el municipio de El Jícaro, este con el municipio de Quilalí, al sur con el municipio de San Sebastián de Yalí y al oeste con el municipio de Telpaneca.
La principal fuente hidrográfica del municipio está compuesta por el río Coco, que recorre el territorio con dirección oeste al noroeste. Algunas quebradas en su recorrido forman algunos saltos, siendo el más relevantes el Chorro de la Virgen.

## Historia
Antes de ser elevado a municipio perteneció al municipio de Telpaneca, por lo que algunas personas lo llamaban San Juan de Telpaneca. El origen de la población de San Juan del Río Coco trata desde mediados del siglo XIX, en los planteles y campamentos minerales de San Juan y de los trabajadores de la mina Babilonia. Sin embargo, el verdadero incremento de la población es de los años 1928 y 1929 con motivo de la conocida "Guerra de las Segovia", dirigida por el general Augusto César Sandino. Las tropas invasoras norteamericanas en un intento de reducir la base social en la zona al General Sandino dispusieron militarmente reunir a todos los habitantes de la región del actual municipio en lo que hoy es el centro urbano, obligándolos a reconcentrarse y construir casas, que con el tiempo se volvieron permanentes, éstas fueron denominadas como "campo de reconcentración cívica", actualmente forman el casco urbano del municipio.
El municipio de San Juan del Río Coco fue fundado en 1964 por una ruptura con Telpaneca y en 1998 recibió derechos de ciudad.

## Demografía
San Juan del Río Coco tiene una población actual de 38,137 habitantes. De la población total, el 50.5% son hombres y el 49.5% son mujeres. Casi el 34.4% de la población vive en la zona urbana.

## Naturaleza y clima
Durante la década de los años 1980 el área se mantuvo al resguardo de la tala indiscriminada, debido a la escasez de vías de comunicación, el factor que más incidió en la conservación de esta subcuenca fue la actividad militar de la década de los años 1980, la cual impidió la actividad agrícola y la explotación de los bosques. Al iniciar el proceso de pacificación en la zona se incrementó el despales de los pocos bosques de protección a las cuencas, lo que ha derivado en acumulación de sedimentos en los lechos de ríos y quebradas, mayores
correntías por la impermeabilización del suelo, lo que provoca el desborde poco frecuente de masas de aguas inundando de forma repentina a poblados.

## Localidades
La Población del municipio se distribuye en varias comunidades: El Casco urbano y 40 rurales:
- Casco urbano, Las Nubes, Matapalo, Babilonia, San Marcanda, Lomachata, Casa de Piedra, La Dalia, Las Grietas.
- El Ojoche: Las Brisas, San Antonio de Las Nubes, San Antonio Abajo, San Antonio Arriba, Las Vegas.
- Los Bálsamos: Bálsamo Arriba, Bálsamo Centro o Bálsamo Francia, Bálsamo Abajo. La Florida, La Ventina, San Lucas (San José de San Lucas, La Ilusión,) Buena Vista. entre otras.